# Agriculture dans la Loire-Atlantique

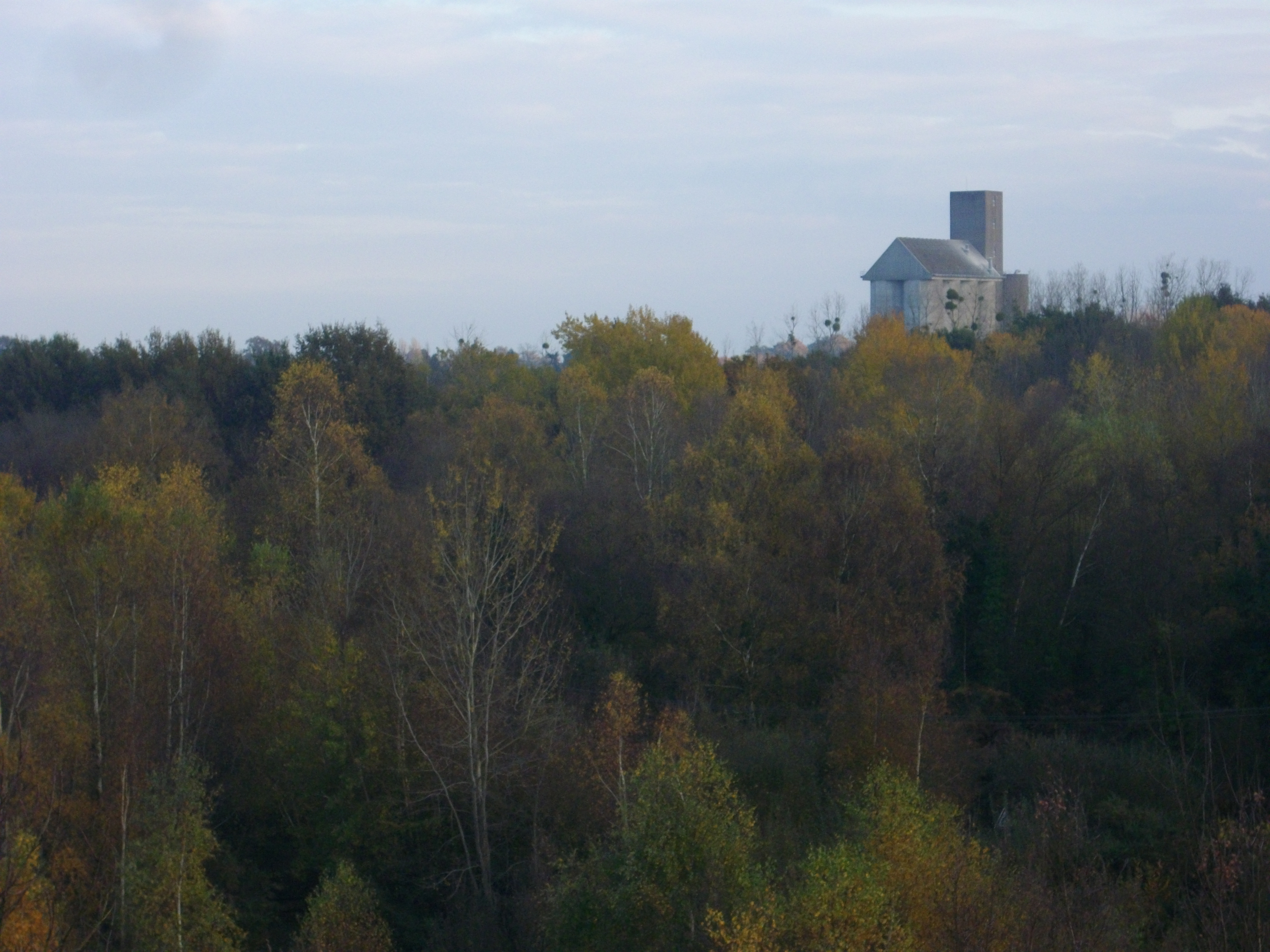
Silo à Abbaretz (Loire-Atlantique)

L'agriculture dans la Loire-Atlantique est principalement tourné vers l’élevage bovin (lait, viande et mixte), la viticulture mais possède des cultures spécialisés atypique en France tel que la production de sel, de mâche ou de muguet. 

## Géographie
Le département de Loire-Atlantique compte en 2014, 457 000 hectares de SAU mais avec une tendance à la baisse, avec en 2017, 443 276 hectares. 
Dans la couronne nantaise se concentre les activités maraichères et viticoles, tandis que l'aquaculture s'est développé la partie littorale du département.

### Marais
La Brière, seconde zone humide de France, s'étend sur un vingtaine de commune. 
À partir de l'automne 2023, des fortes précipitations s'abattent localement avec une pluviométrie de 1 200 mm contre une moyenne annuelle de 800 mm. En avril 2024, le niveau d'eau est de 30 à 40 cm au dessus des normes. Des organisations (communes,...) décident du niveau d'eau des marais couvrant 7 000 hectares en arbitrant entre son évacuation ou son stockage via des systèmes d'écluses. Les niveaux d'eau décidés sont plus élevés qu'habituellement notamment en juillet avec une hauteur de 1,75 m contre 1,65 m, en raison de crainte de sécheresse à venir qui n'aura pas lieu. Par protestation, des agriculteurs se réunissent en association. En septembre 2024, « les instances en charge de la gestion des marais ont collégialement décidé, en accord avec l’État, de suspendre l’élaboration du nouveau règlement d’eau ».
Alors que le niveau élevé d'eau limite la surface pâturable par les animaux, des exploitants manquent de fourrages afin de nourrir les troupeaux. Afin de soulager l'effet sur la trésorerie que cela implique, des syndicats agricoles organisent des campagnes de don de fourrage avec un transfert de 280 tonnes début septembre. La qualité des fourrages est également impactée par le développement de la jussie que les bovins délaissent et qui prolifèrent. Les subventions devant permettre l'embauche de saisonnier pour l'arrachage de la jussie sont en baisse, impliquant une baisse du volume arraché passant de 60 à 20 tonnes.

## Culture et élevage

### Polyculture Élevage
Pour des articles plus généraux, voir Polyculture et Élevage.

#### Élevage bovin
La Nantaise est une race locale.

### Cultures spécialisées

#### Viticulture
Pour un article plus général, voir Viticulture.
Le muscadet est un vin blanc sec d'appellation d'origine contrôlée produit principalement en Loire-Atlantique au sud de Nantes, et débordant partiellement sur le Maine-et-Loire et la Vendée. Ce vin du vignoble de la vallée de la Loire est issu d'un cépage unique, le melon de Bourgogne. Cette appellation est classée AOC depuis 1937 et couvre une superficie d'environ 8 300 hectares vers l'an 2016.
Le vignoble du muscadet comporte plusieurs appellations : le muscadet-sèvre-et-maine, le muscadet-côtes-de-grandlieu, le muscadet-coteaux-de-la-loire et le muscadet sans dénomination particulière. Le muscadet est un vin sec aux arômes floraux et fruités qui peut être élevé sur lie d'où il tirera une légère effervescence dite « perlante ». Ce vin s'accorde particulièrement bien avec les fruits de mer. 

#### Maraichage
Pour un article plus général, voir Maraichage.
La mâche nantaise est une appellation de mâche française. Elle bénéficie d'une appellation protégée par indication géographique protégée (IGP). 

### Aquaculture

#### Saliculture
Pour un article plus général, voir Saliculture.
Les marais salants de Guérande sont une zone de marais salants française située sur le territoire des communes de Guérande, Batz-sur-Mer, Le Croisic et La Turballe, dans l'ouest du département de la Loire-Atlantique et la région Pays de la Loire.
À une vingtaine kilomètres au nord se trouve un autre bassin salicole, les marais du Mès, qui sont associés à ceux de Guérande dans le cadre du « Bassin salicole de la presqu'île guérandaise ». 